# The Kardashians
The Kardashians – amerykański reality show emitowany na platformie Hulu. Serial jest kontynuacją reality show Z kamerą u Kardashianów, który zakończył się w 2021 roku po 20 sezonach emitowanych na kanale E!.
Seria miała swoją premierę 14 kwietnia 2022 roku w serwisie streamingowym Hulu;  pierwszy sezon składał się z dziesięciu odcinków. Drugi sezon również składa się z dziesięciu odcinków, a jego premiera miała miejsce 22 września 2022 roku. Premiera trzeciego sezonu odbyła się 25 maja 2023 roku.

## Fabuła
Serial skupia się głównie na życiu codziennym i osobistym sióstr: Kourtney, Kim i Khloé Kardashian oraz ich przyrodnich siostrach; Kendall i Kylie Jenner i ich matce Kris Jenner. W serialu pojawiają się również byli lub obecni partnerzy sióstr tacy jak: Travis Scott, Travis Barker, Kanye West, Tristan Thompson, Scott Disick i Corey Gamble.

## Obsada

### Postacie pierwszoplanowe
- Kris Jenner
- Kim Kardashian
- Kourtney Kardashian
- Khloé Kardashian
- Kendall Jenner
- Kylie Jenner

### Postacie drugoplanowe
- Travis Barker
- Scott Disick
- Corey Gamble
- Tristan Thompson
- Pete Davidson (2 sezon)

### Gościnnie
- Kanye West (1 sezon)

## Spis serii
| Seria | Seria | Sezon       | Odcinki   | Premiera serii   | Finał serii       | Źr.    |
| ----- | ----- | ----------- | --------- | ---------------- | ----------------- | ------ |
|       | 1.    | wiosna 2022 | 1–10 (10) | 14 kwietnia 2022 | 16 czerwca 2022   | [ 9 ]  |
|       | 2.    | jesień 2022 | 1–10 (10) | 22 września 2022 | 24 listopada 2022 | [ 10 ] |
|       | 3.    | wiosna 2023 | 1–10 (10) | 25 maja 2023     | 27 lipca 2023     | [ 11 ] |
|       | 4.    | jesień 2023 | 1–10 (10) | 28 września 2023 | 30 listopada 2023 | [ 12 ] |
|       | 5.    | wiosna 2024 | 1–10 (10) | 23 maja 2024     | 25 lipca 2024     | [ 13 ] |
|       | 6.    | zima 2025   | 1–10 (10) | 6 lutego 2025    | 10 kwietnia 2025  | [ 14 ] |

## Nagrody i nominacje
| Rok  | Nagroda                        | Kategoria                       | Nominowani       | Rezultat  | Źr.           |
| ---- | ------------------------------ | ------------------------------- | ---------------- | --------- | ------------- |
| 2022 | People's Choice Awards         | The Reality Show of 2022        | The Kardashians  | Wygrana   | [ 15 ] [ 16 ] |
| 2022 | People's Choice Awards         | The Reality TV Star of 2022     | Kim Kardashian   | Nominacja | [ 15 ] [ 16 ] |
| 2022 | People's Choice Awards         | The Reality TV Star of 2022     | Khloé Kardashian | Wygrana   | [ 15 ] [ 16 ] |
| 2023 | MTV Movie & TV Awards          | Best Docu-Reality Show          | The Kardashians  | Wygrana   | [ 17 ] [ 18 ] |
| 2023 | Critics' Choice Real TV Awards | Best Unstructured Series        | The Kardashians  | Nominacja | [ 19 ] [ 20 ] |
| 2024 | People's Choice Awards         | The Reality Show of the Year    | The Kardashians  | Wygrana   | [ 21 ]        |
| 2024 | People's Choice Awards         | The Reality TV Star of the Year | Khloé Kardashian | Wygrana   | [ 21 ]        |
| 2024 | People's Choice Awards         | The Reality TV Star of the Year | Kim Kardashian   | Nominacja | [ 21 ]        |